# Epiaeschna heros
Epiaeschna heros är en trollsländeart som först beskrevs av Fabricius 1798.  Epiaeschna heros ingår i släktet Epiaeschna och familjen mosaiktrollsländor. Inga underarter finns listade i Catalogue of Life.

## Bildgalleri

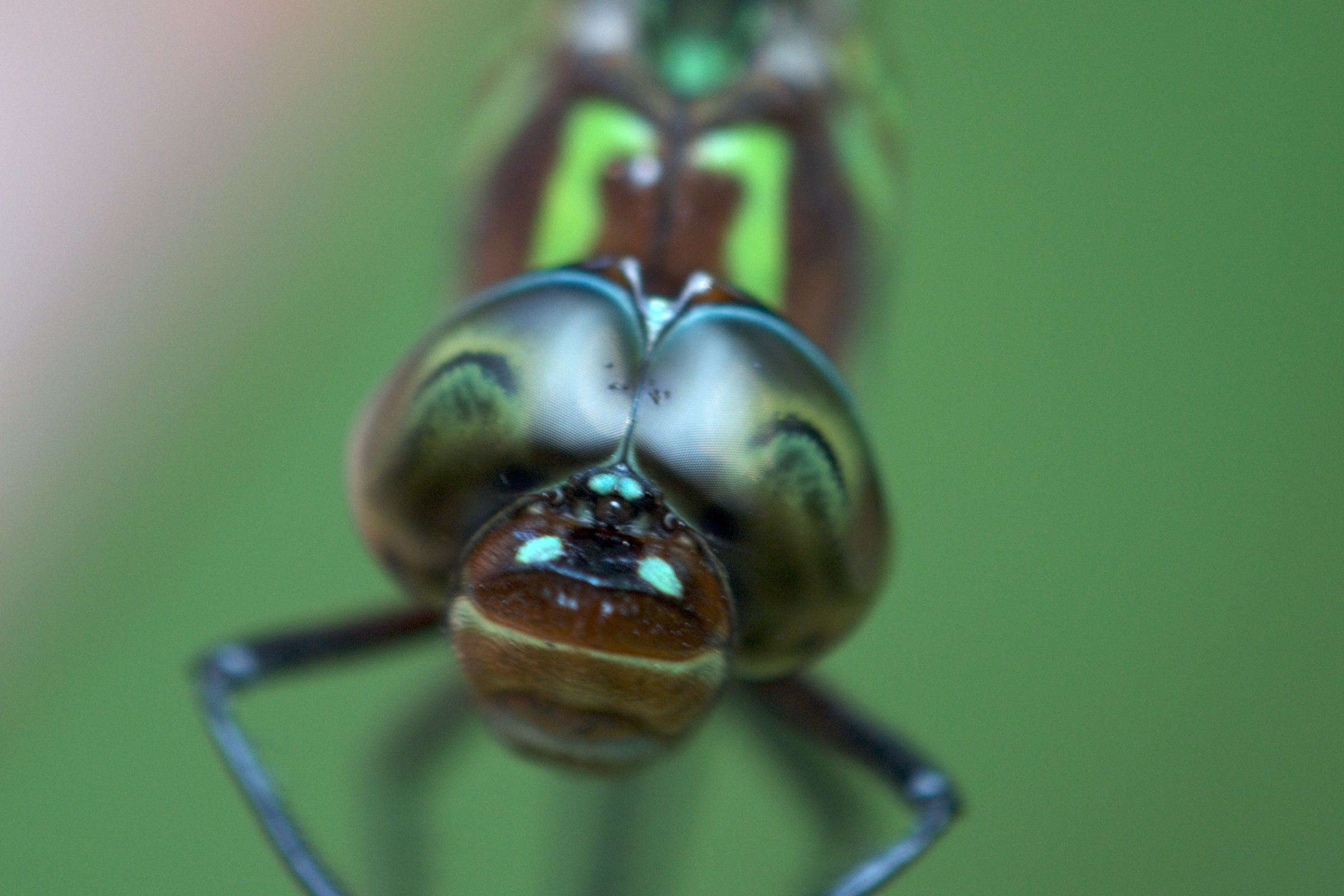